# Эртуграл, Мухсин
Мухсин Эртуграл (тур. Muhsin Ertuğral; род. 15 сентября 1959, Стамбул) — турецкий футболист и футбольный тренер.
Мухсин Эртуграл в качестве футболиста известен единственным своим появлением в матче на высшем уровне. 16 августа 1987 года он вышел в стартовом составе «Эскишехирспора» в домашнем поединке против «Галатасарая», проходившем в рамках турецкой Первой лиги.
В 1995 году Мухсин возглавил сборную Заира, которая под его руководством вышла в финальную стадию Кубка африканских наций 1996 года. Однако после проигрыша в первом матче турнира сборной Габона он покинул свой пост. В 1999 году Мухсин был назначен главным тренером одного из ведущих южноафриканских клубов «Кайзер Чифс». При нём команда из Йоханнесбурга не выигрывала национальный чемпионат, но взяла ряд других трофеев, среди которых Кубок ЮАР и Кубок обладателей кубков КАФ в 2001 году. В сезоне 2003/04 Мухсин работал наставником тунисской команды «Клуб Африкен», а летом 2004 года занял пост главного тренера австрийского «Маттерсбурга». В ноябре того же года после разгрома от «Ваккера» он покинул свой пост. Далее, проработав четыре первых месяца 2005 года с египетским «Исмаили», он вернулся в ЮАР, в середине 2006 года возглавив кейптаунский «Аякс». С июля 2007 по май 2009 года Мухсин вновь был главным тренером «Кайзер Чифс». Затем, ненадолго вернувшись в «Аякс», он стал наставником клуба турецкой Суперлиги «Сивасспор». Большую часть сезона 2011/12 и начало следующего Мухсин работал с южноафриканским «Голден Эрроуз». Затем он вернулся в «Аякс», а в сезоне 2015/16 возглавлял команду «Мпумаланга Блэк Эйсиз». Летом 2016 года Мухсин Эртуграл подписал трёхлетний контракт с непримиримым соперником «Кайзер Чифс», клубом «Орландо Пайретс».